# Pablo Sorozábal Serrano
Pablo Sorozábal Serrano (Madrid, 16 de diciembre de 1934 - Madrid, 6 de septiembre de 2007) fue un compositor, escritor y traductor español.

## Biografía
Hijo del maestro Pablo Sorozábal y de la cantante y actriz Enriqueta Serrano, estudió música bajo la tutela de su padre, piano en el RCSMM con Manuel Carra y  composición en San Sebastián con Francisco Escudero, aunque fue esencialmente de forma autodidacta como obtuvo una excelente cultura, tanto humana como artística.
Habiendo sido aceptado en la Royal School of Music de Londres, sobrevino inesperadamente la muerte de su madre, lo que le hizo tomar la decisión de quedarse en Madrid con su padre.
Vivió en Madrid, en San Sebastián y en la pequeña localidad guipuzcoana de Aya. Se casó con Teresa Gómez, hija del importante pintor murciano Antonio Gómez Cano, con la que tuvo dos hijos, Pablo y Teresa.

## Compositor
Compuso obras musicales en diversos géneros:
Ópera:
"Tierra Roja" (1967), de la que es autor del libreto y la música. Está basada en un drama de Alfonso Sastre.
Música vocal con orquesta:
"Cantos de Amor y Lucha I" (1964), 5 Lieder para soprano, contralto y orquesta sobre, poemas de Miguel Hernández y Rafael Alberti
"Cantos de Amor y Lucha II" (1965), 5 Lieder para soprano, contralto y orquesta, sobre poemas de Rafael Alberti
"Cantos de Amor y Paz I" (1967), 7 Lieder para cuatro sopranos y orquesta, sobre poemas de Gloria Fuertes
"Cantos de Amor amargo" (1968), 3 Lieder para soprano y orquesta de cámara, sobre poemas de Miguel Henández
Música de Cámara:
Compuso obras para muy diversas formaciones. Su última obra en este género fue "For you, o Democracy" (1970), cantata para barítono, dos cellos, trompa, flautín y caja, sobre un poema de Walt Whitman
En 1983 compuso la música del  Himno de la Comunidad Autónoma de Madrid (con letra de Agustín García Calvo)
Compuso la música para las  obras de teatro “¡Ay Carmela!” y “Kabaret para tiempos de Krisis”.
Con su padre Pablo Sorozábal compuso la música de la zarzuela Las de Caín, con libreto de los hermanos Álvarez Quintero. Estrenada en el Teatro de la Zarzuela de Madrid en 1958, le convierte  en una de las últimas zarzuelas compuestas y probablemente en un la última representada con éxito y grabada en disco.
Sobre Pablo Sorozábal Serrano escribe Federico Sopeña, en las elogiosas notas  a su único LP, editado por Zafiro en 1968:  ”Con estas canciones la joven música española presenta a un compositor moderno, actual, lejano de cualquier moda, mirando a la vez a la nobleza del concierto y a la aspereza de la calle”. 

## Escritor
- "Lloro por King Kong", su primera novela, fue editada por Tellus y ha sido recientemente reeditada por la Editorial Cambalache
- "La calle es mentira", libro de poemas, en 1985 recibió el primer premio Ciudad de Irún.
- "La última palabra", premio Pio Baroja 1986,  (esta obra fue llevada al cine, dirigida por Jaime Chávarri, con el título de Tierno verano de lujurias y azoteas).

## Traductor
Realizó numerosas traducciones de gran calidad del alemán, francés e inglés (Franz Kafka, Fontane Walraf y Büchner).

## Fotógrafo
Cultivó intensamente la fotografía, destacando a nivel profesional sus grandes series de retratos a literatos y músicos, como las realizadas a Amancio Prada, Chicho Sánchez Ferlosio, Agustín García Calvo, Isabel Escudero,  Carmen Martín Gaite, Álvaro Pombo y Juan Eduardo Zúñiga.